# Servais de Tongres

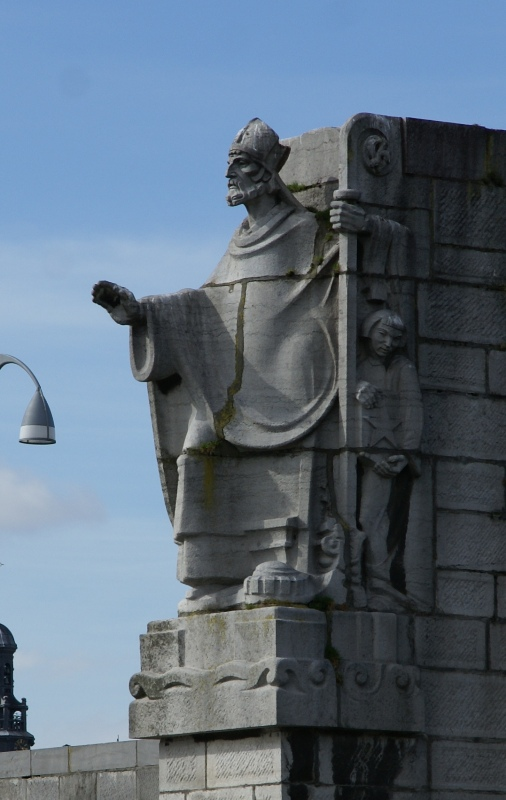
Saint Servais, statue à Maastricht

Saint Servais ou Servatius, né en 300 à Penestria en Arménie et mort à Tongres en 384, est évêque du diocèse de Tongres. Il est le premier évêque attesté de la Civitas Tungrorum, district romain qui allait de la Toxandrie jusqu’à l’Ardenne et qui deviendra plus tard le diocèse de Liège. À la cité romaine de Tongres, il préféra la ville mosane de Maastricht, établie à l’intersection des deux principaux axes de communication de la région, l’antique route Bavais-Cologne et la Meuse.
Saint Servais est un saint très populaire : dix-neuf églises (en Belgique) et plusieurs localités portent aujourd'hui son nom. Ses reliques furent transportées de Tongres à Maastricht, où se trouve son sarcophage dans une crypte visitée par plusieurs papes. Le trésor de saint Servais (reliquaire datant de 1359 que les Maastrichtois appellent la Noodkist, buste d’argent du XVIe siècle contenant son crâne) est dans un musée, où on peut remarquer une lourde châsse romane et des clefs de saint Pierre.
Il est le dernier des trois saints de glace (après saint Mamert et saint Pancrace) ; on le fête le 13 mai.

## Biographie

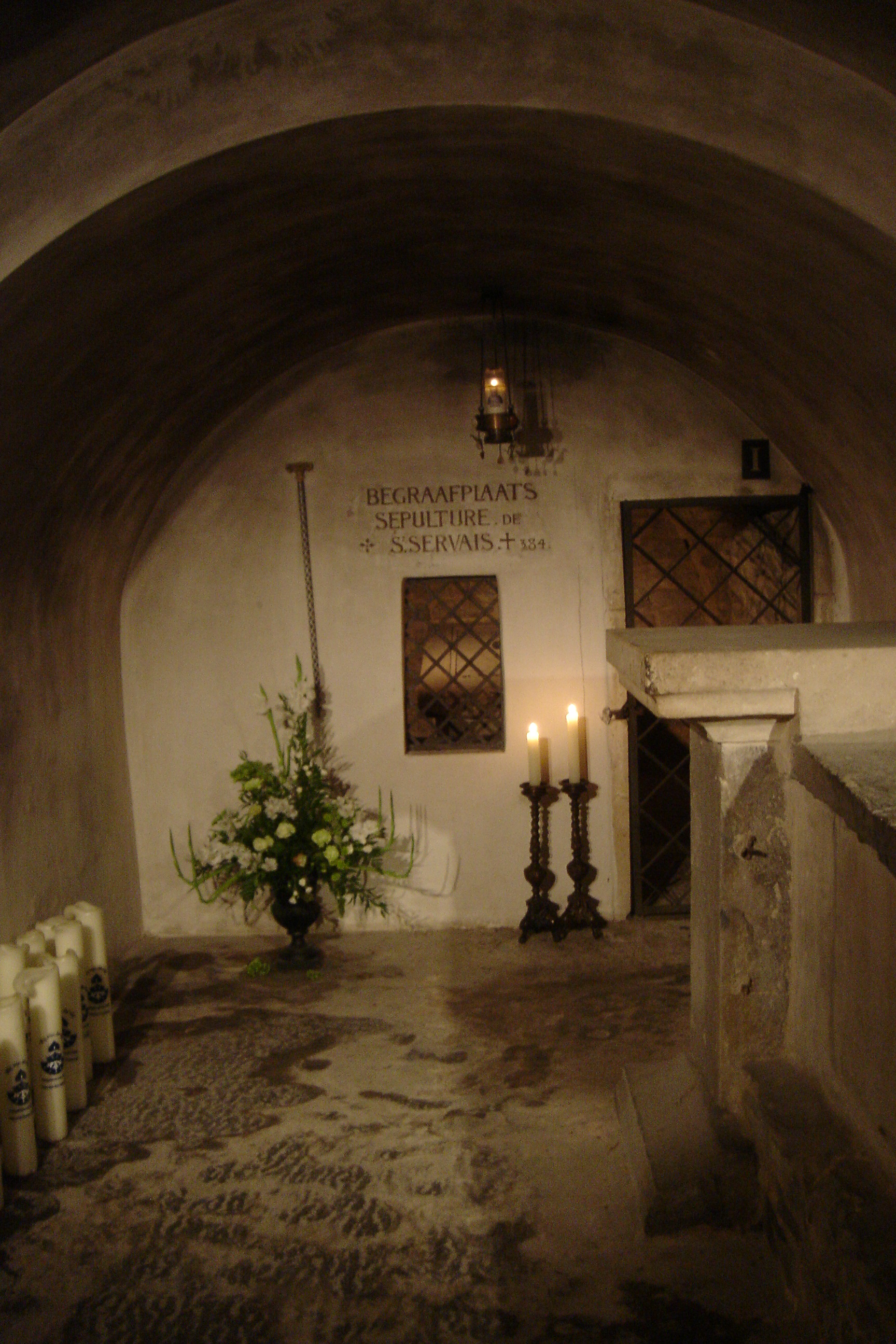
Crypte de Saint Servais.

Servais participa à de nombreux conciles, dont celui de Sardique, à l'âge de 43 ans, où il défendit l'orthodoxie en soutenant Athanase, également celui de Rimini, à l'âge de 59 ans, où il défendit le dogme de la Trinité dans un climat de persécution par la tétrarchie qui dirigeait l'Empire romain. Sulpice Sévère soutient qu'il était tenace, obstiné et courageux, mais simple et droit.
La discrétion de l'histoire de sa vie est quelque peu compensée par la légende qui ferait de lui un cousin du Christ, descendant de sainte Anne. On dit de lui qu'il était né à Penestria en Arménie, qu'il aurait été ordonné prêtre à Jérusalem et qu'au cours de la cérémonie un ange serait apparu, lui ordonnant de se rendre à Tongres. Il est également cité dans les écrits de Grégoire de Tours, Sulpice Sévère, saint Martin de Tours. Syagrius, Majorien, Hunibald et Trithem l'auraient même respecté et mentionné dans des écrits sous le règne de Constantin. Le général Aetius lui-même se serait converti en Austrasie en voyant les Nerviens et les Atrébates combattre à ses côtés.
Saint Servais mourut à l'âge de 84 ans, longtemps épargné par la mort pour avoir prêché la vérité de l'évangile.

## La légende de saint Servais
La légende de Saint Servais telle qu’on la connaît est probablement la confusion déjà ancienne entre plusieurs personnages ayant porté des noms proches  (Servatius, Aravatius).
Il est écrit, dans le livre des Miracles[xiv], comment le corps de ce saint fut transféré après un long espace de temps. Après avoir arrangé et complètement exposé ces événements selon l’ordre des temps, j’ai cru qu’il ne m’était pas permis de passer sous silence ce que l’histoire de Renatus Frigeridus[xix] rapporte sur Aetius dont nous avons parlé plus haut. Il raconte, dans le douzième livre de son histoire, qu’à la mort de l’empereur Honorius[xx], Valentinien, encore enfant, et n’ayant accompli qu’un lustre, fut créé Empereur par son cousin germain Théodose [424], et que le tyran Jean s’éleva à l’empire de Rome; après avoir dit que ses députés furent méprisés par César, il ajoute : Pendant que ces choses se passaient ainsi, les députés retournèrent vers le tyran, lui rapportant les menaces les plus terribles.
Ces menaces déterminèrent Jean à envoyer aux Huns, avec beaucoup d’or, Aetius, à qui était alors confié le soin de son palais. Celui-ci les avait connus dans le temps où il était chez eux en otage, et était lié avec eux d’une intime amitié. Il fut chargé de leur porter les instructions suivantes, qu’aussitôt que les ennemis entreraient en Italie, ils les attaquassent par derrière, tandis que lui les prendrait de front. Et comme nous aurons par la suite beaucoup de choses à dire sur cet homme, je juge à propos de parler de sa naissance et de son caractère. Son père Gaudentius, de la principale ville de la province de Scythie, ayant commencé la guerre par l’état de domestique, parvint jusqu’au grade de maître de la cavalerie. Sa mère, Itala, était une femme noble et riche ; leur fils Aetius, prétorien dès son enfance, fut à trois ans remis en otage à Alaric, de là aux Huns ; ensuite, étant devenu gendre de Carpillion, il commença, en qualité de comte des domestiques, à être chargé de l’administration du palais de Jean. Il était d’une taille médiocre, d’un corps vigoureux, sans faiblesse ni pesanteur, d’un extérieur mâle et élégant, d’un esprit très actif ; cavalier très agile, habile à lancer des flèches, adroit la lance à la main, très propre à la guerre, excellent dans les arts de la paix. Exempt d’avarice et de toute avidité, il était doué des dons de l’esprit, ne s’écartant pas de son devoir par de mauvais penchants, supportant les outrages avec une très grande patience, aimant le travail, ne craignant aucun danger, souffrant avec beaucoup de courage la faim, la soif et les veilles. Il est certain qu’il lui fut prédit, dès son jeune âge, à quelle puissance le destin le réservait, et qu’il serait renommé dans son temps et dans son pays.
Voilà ce que rapporte sur Aetius l’historien nommé ci-dessus. Mais l’empereur Valentinien, devenu adulte, craignant qu’Aetius ne le mît sous le joug, le tua sans sujet 454. Lui-même à son tour, siégeant sur son tribunal dans le champ de Mars et parlant au peuple, fut surpris par derrière et percé d’une épée par Occylla 455, trompette d’Aetius. Telle fut la fin de l’un et de l’autre.
[xiii] C’est Servatius, Saint-Servais, évêque de Tongres vers 384 À la mort d’Eustoche, évêque de Tours, Licinius fut créé le neuvième évêque de cette ville depuis saint Martin. C’est de son temps qu’eut lieu la guerre dont nous venons de parler, et que le roi Clovis vint à Tours. On rapporte que cet évêque voyagea dans l’Orient ; visita les lieux saints, alla même à Jérusalem, et qu’il contempla souvent le théâtre de la passion et de la résurrection de Notre Seigneur, que nous lisons dans l’Évangile.
Beaucoup de personnes ignorent[xxi] quel fut le premier roi des Francs. Quoique Sulpice Alexandre[xxii] rapporte sur eux beaucoup de choses, il ne nomme pas les premiers de leurs rois, et dit qu’ils avaient des ducs : il est bon cependant de rapporter ce qu’il raconte de ces derniers chefs. Après avoir dit que Maxime, ayant perdu tout espoir de conserver l’Empire, restait dans Aquilée, presque privé de tout, il ajoute : Dans ce temps les Francs [l’an 388], sous la conduite de Gennobaude, Marcomer et Sunnon, leurs ducs, firent une irruption dans la Germanie[xxiii], et, passant la frontière, massacrèrent beaucoup d’habitants, et, ayant ravagé des cantons d’une grande fertilité, portèrent l’épouvante jusqu’à Cologne [Colonia Agrippina]. Aussitôt que la nouvelle en eut été portée à Trèves[xxiv], Nannénus et Quintinus, commandants de la milice, à qui Maxime avait confié l’enfance de son fils et la défense des Gaules, assemblèrent une armée et se rendirent à Cologne.
Mais les ennemis, chargés de butin, après avoir pillé les richesses des provinces, repassèrent le Rhin, laissant sur le territoire romain plusieurs des leurs prêts à recommencer le ravage. Les Romains les combattirent avec avantage, et tuèrent un grand nombre de Francs près de la forêt des Ardennes [la Carbonnière]. Comme on délibérait pour savoir si, pour profiter de la victoire, on devait passer dans le pays des Francs, Nannénus s’y refusa, sachant bien qu’ils étaient prêts à les recevoir, et qu’ils seraient certainement plus forts chez eux. Quintinus et le reste de l’armée étant d’un avis différent, Nannénus retourna à Mayence.
Quintinus, ayant passé le Rhin avec son armée auprès de Nuitz[xxv], arriva, le deuxième jour de marche depuis le fleuve, à des maisons inhabitées et de grands villages abandonnés. Les Francs, feignant d’être épouvantés, s’étaient retirés dans des bois très enfoncés, et avaient fait des abattis sur la lisière des forêts, après avoir incendié toutes les maisons, croyant, dans leur lâche sottise, que déployer contre ces murs leur fureur, c’était consommer leur victoire. Les soldats, chargés de leurs armes, passèrent la nuit clans l’inquiétude. Dès la pointe du jour, étant entrés dans les bois sous la conduite de Quintinus, ils s’engagèrent presque jusqu’à la moitié du jour dans les détours des chemins, et s’égarèrent tout à fait. À la fin, arrêtés par une enceinte de fortes palissades, ils se répandirent dans des champs marécageux qui touchaient à la forêt. Quelques ennemis se montrèrent sur leur passage, montés sur des troncs d’arbres entassés ou sur des abattis. Du haut de ces tours, ils lançaient, comme si c’eût été avec des machines de guerre, des flèches trempées dans le poison des herbes ; de sorte qu’une mort certaine était la suite des blessures qui n’avaient fait qu’effleurer la peau, même dans des parties du corps où les coups ne sont pas mortels. Bientôt l’armée, environnée d’un grand nombre d’ennemis, se précipita avec empressement dans les plaines que les Francs avaient laissées ouvertes. Les cavaliers s’étant plongés les premiers dans les marais, on y vit périr pêle-mêle les hommes et les chevaux. Les fantassins qui n’étaient pas foulés par le poids des chevaux, plongés clans la fange, et, débarrassant leurs pieds avec peine, se cachaient de nouveau en tremblant dans les bois dont ils venaient à peine de sortir. Les légions avant rompu leurs rangs furent massacrées. Héraclius, tribun des Joviniens[xxvi], ayant été tué ainsi que la plupart des officiers, un petit nombre trouva son salut dans l’obscurité de la nuit et les retraites des forêts. Ce récit se trouve dans le troisième livre de l’histoire de Sulpice Alexandre.

### Vie de saint Servais selon Grégoire de Tours
Saint Grégoire de Tours mentionne Servais dans ses textes sous le nom d'Aravatius, évêque de Tongres, il est nommé ainsi chez les descendants des Éburons sa tribu d'origine. Au sens le plus simple, dire de quelqu’un qu’il est réellement historique cela veut dire : 
- Que cette personne a réellement existé,
- Que l’on sait sur elle de façon certaine un certain nombre de choses, éventuellement que des écrits ou des paroles peuvent lui être attribués. Pour les paroles et récits oraux, ils peuvent être “ historiques ”et “authentiques” soit dans le mot à mot lui-même, soit dans leur signification.

Issus de l'histoire ecclésiastique des Francs, Chapitre V, du livre II
- Télécharger Histoire ecclésiastique des Francs [Document électronique]. par Grégoire de Tours précédée de sa vie écrite au Xe siècle par Odon, abbé de Cluni ; trad. nouvelle par Henri-Léonard Bordier. Numérisation par la BNF de l'éd. de, Paris : F. Didot, 1859. 18 cm : Tome 1 et Tome 2 (au format PDF).

Enfin, le bruit s’était répandu que les Huns voulaient faire une irruption dans les Gaules. Il y avait en ce temps dans la ville de Tongres un évêque d’une très grande sainteté, nommé Aravatius. Adonné aux veilles et aux jeûnes, souvent baigné d’une pluie de larmes, il suppliait la miséricorde de Dieu de ne pas permettre l’entrée des Gaules à cette nation incrédule, et toujours indigne de lui. Mais ayant été averti par inspiration qu’à cause des fautes du peuple, ce qu’il demandait ne lui serait pas accordé, il résolut de gagner la ville de Rome, afin que la protection des mérites apostoliques, unie à ses prières, lui obtînt plus facilement ce qu’il demandait humblement au Seigneur. S’étant donc rendu au tombeau du saint apôtre, il sollicitait le secours de sa bienveillance, se consumant dans une grande abstinence et un jeûne continuel ; en sorte qu’il était deux ou trois jours sans manger ni boire, et ne mettait point d’intervalle dans ses oraisons.
Étant demeuré dans cette affliction pendant l’espace de beaucoup de jours, on rapporte qu’il reçut cette réponse du bienheureux apôtre : Pourquoi me tourmentes-tu, très saint homme ? il a été irrévocablement fixé par les décrets du Seigneur que les Huns viendraient dans les Gaules, et que ce pays serait ravagé par la plus terrible tempête. Maintenant donc prends ta résolution, fais une prompte diligence, dispose ta maison, prépare ta sépulture, aie soin de te munir d’un linceul blanc. Tu quitteras ton enveloppe corporelle, et tes yeux ne verront pas les maux que les Huns doivent faire à la Gaule. Ainsi l’a dit le Seigneur notre Dieu.
Après avoir reçu cette réponse du saint apôtre Pierre qui lui donne une clef d’argent contenant un maillon de la chaîne qui l’avait retenu captif, le pontife hâte son voyage et regagne promptement la Gaule. Étant arrivé à la ville de Tongres, il apprête aussitôt ce qui était nécessaire à sa sépulture ; et, disant adieu aux ecclésiastiques ainsi qu’au reste des habitants de la ville, il leur annonce avec des pleurs et des lamentations qu’ils ne verront plus longtemps son visage ; et ceux-ci le suivant avec des larmes et des gémissements, le suppliaient humblement en disant : Ne nous abandonnez pas, saint père ! ne nous oubliez pas, bon pasteur ! Mais comme leurs pleurs ne pouvaient le retenir, ils s’en retournèrent après avoir reçu sa bénédiction et ses baisers. Lui donc, étant allé à la ville de Maastricht, fut attaqué d’une légère fièvre, et abandonna son corps ; et, ayant été lavé par les fidèles, il fut enterré auprès du rempart public.

## Culte et iconographie

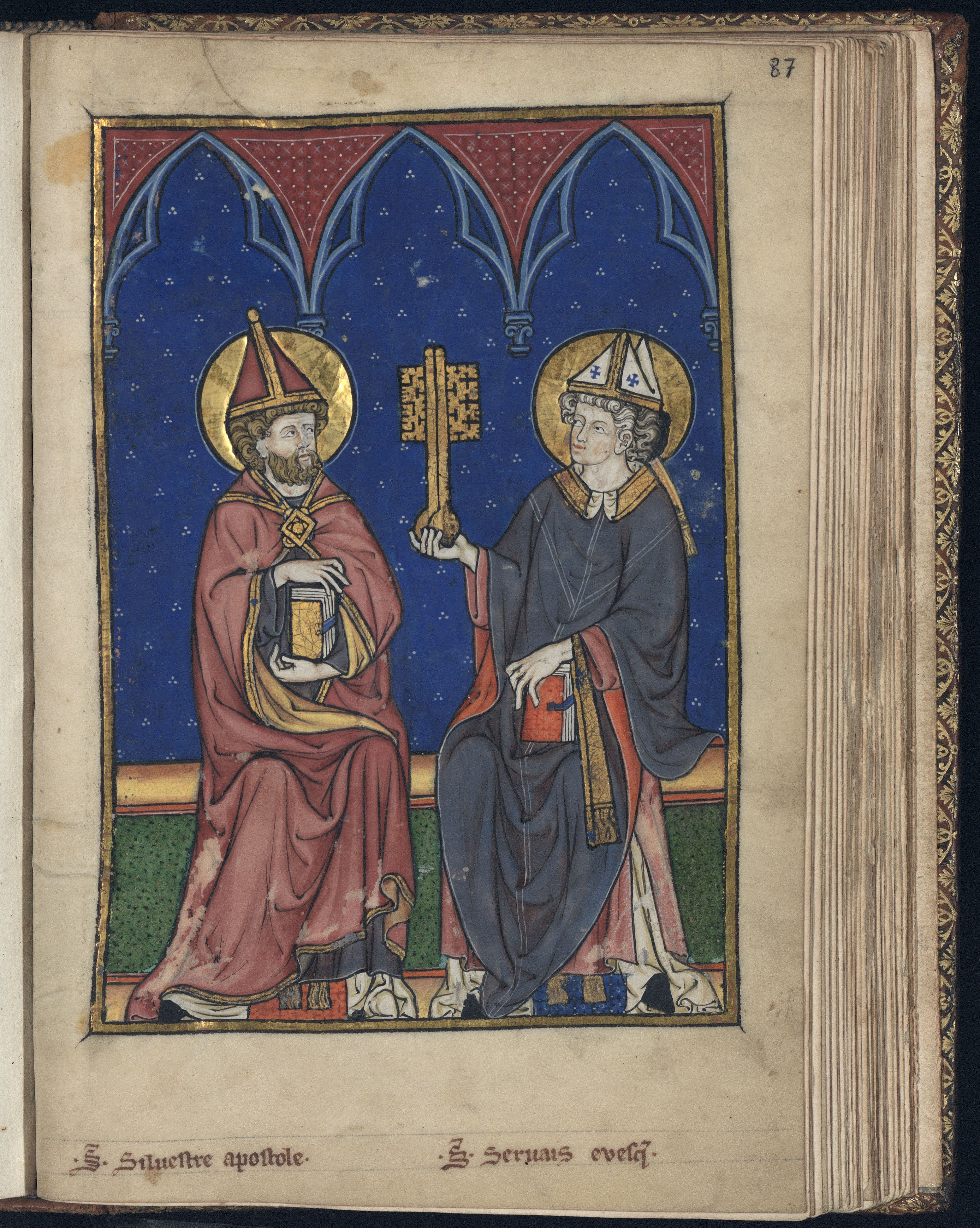
Saint Sylvestre assis à côté de saint Servais avec sa clef, Livre d'images de madame Marie, vers 1285, f.87r.

Représenté en évêque (habits pontificaux, mitre en tête, crosse au poing) avec une clef d'argent et une bête à ses pieds, il est le Saint patron de nombreuses paroisses en Belgique. Il est notamment invoqué contre les rhumatismes, les fièvres ; pour préserver le bétail de la fièvre aphteuse et pour le bon succès des entreprises.
La principale manifestation du culte de saint Servais se déroule à Maastricht tous les sept ans depuis 1359 du 9 au 23 juillet.
Dernier des Saints de glace, il est à l'origine de nombreux dictons : 
- « Battez saint Servais ! »  Les pèlerins munis d'une baguette de coudrier touchent sa statue, là où ils souffrent, dans l'espoir d'une guérison.
- « Méfiez-vous de saint Mamert, saint Pancrace et saint Servais, car ils amènent un temps frais et vous auriez regret amer. »
- « Les saints Servais, Pancrace et Mamert, à eux trois, un petit hiver. »
- « Avant Saint-Servais, point d'été, après Saint-Servais, plus de gelée » ou « après la Saint-Servais, les fèves ne peuvent mal. »
- « Passé Saint-Servais, on peut semer » ou « à la Saint-Servais, le treize de mai, sème le chanvre ou ne sème jamais. »
- « Quand il pleut à la Saint-Servais, on a quarante jours de mauvais. » (dicton à Nivelles)